# Chihmingit
Das Mineral Chimingit ist ein sehr selten vorkommendes Oxid aus der Spinell-Supergruppe mit der Endgliedzusammensetzung Ni2+Al2O4. Es kristallisiert mit kubischer Symmetrie.
Die Typlokalität ist der Ugelvik Peridotit auf der Insel Øtrøy in der Gemeinde Midsund der Provinz Møre og Romsdal, Norwegen.

## Etymologie und Geschichte
Spinelle sind wegen ihrer einfachen Struktur bei gleichzeitig hoher chemischer Variabilität ein beliebtes Modellsystem, um kristallchemische Gesetzmäßigkeiten oder elektrische und magnetische Eigenschaften zu studieren. Die Verteilung der Kationen auf die zwei Kationenpositionen der Spinellstruktur beeinflusst verschiedene, technisch interessante Eigenschaften und synthetische Nickel-Aluminat-Spinelle wurden, neben vielen anderen Spinellen, bereits seit Mitte des 20. Jahrhunderts untersucht.
Erste Hinweise auf ein natürliches Vorkommen von nickelreichen Aluminatspinellen fanden niederländische Wissenschaftler im Jahr 2000 in Granaten aus Granat-Peridotiten aus West-Norwegen. Diese Granate enthalten Einschlüsse aus fast reinen, metallischen Nickel, umgeben von einem feinkristallinen Reaktionssaum, den sie nicht genauer untersucht hatten. Sie vermuteten eine Reaktion des pyropreichen Granats mit Nickel zu nickelreichen Spinell, Pyroxen sowie Quarz.
Als neues Mineral beschrieben wurde Chimingit schließlich im Jahr 2022 in Proben aus dem Ugelvik Peridotit auf der Insel Øtrøy in Norwegen.

## Klassifikation
Die strukturelle Klassifikation der International Mineralogical Association (IMA) zählt den Chimingit zur Spinell-Supergruppe, wo er zusammen mit Chromit, Cochromit, Coulsonit, Cuprospinell, Dellagiustait, Deltalumit, Franklinit, Gahnit, Galaxit, Guit, Hausmannit, Hercynit, Hetaerolith, Jakobsit, Maghemit, Magnesiochromit, Magnesiocoulsonit, Magnesioferrit, Magnetit, Manganochromit, Spinell, Thermaerogenit, Titanomaghemit, Trevorit, Vuorelainenit und Zincochromit die Spinell-Untergruppe innerhalb der Oxispinelle bildet. Ebenfalls in diese Gruppe gehören die nach 2018 beschriebenen Oxispinelle Chukochenit sowie der Nichromit, dessen Name von der CNMNC der IMA noch nicht anerkannt worden ist.
In der veralteten 8. Auflage der Mineralsystematik nach Strunz ist der Chimingit ebenso wenig verzeichnet, wie im zuletzt 2018 überarbeiteten und aktualisierten Lapis-Mineralienverzeichnis nach Stefan Weiß, dessen „Lapis-Systematik“ sich im Aufbau noch nach dieser alten Form der Systematik von Karl Hugo Strunz richtet.
Die von 2001 bis 2009 von der IMA verwendete 9. Auflage der Strunz’schen Mineralsystematik kennt den Chimingit ebenfalls noch nicht.
Auch die vorwiegend im englischen Sprachraum gebräuchliche Systematik der Minerale nach Dana führt den Chimingit noch nicht auf.
Die von der Mineraldatenbank „Mindat.org“ weitergeführte Strunz-Klassifikation, die sich im Aufbau nach der 9. Auflage der Strunz’schen Mineralsystematik richtet, ordnet den Chimingit in die Klasse der „Oxide und Hydroxide“ und dort in die Abteilung „Metall : Sauerstoff = 3 : 4 und vergleichbare“ (englisch Metal : Oxygen = 3 : 4 and similar) ein. Diese ist weiter unterteilt nach der relativen Größe der beteiligten Kationen und Chimingit ist entsprechend seiner Zusammensetzung in die Unterabteilung „Mit ausschließlich mittelgroßen Kationen“ (englisch With only medium-sized cations) mit der Systemnummer 4.BA. eingeordnet worden (vergleiche dazu die gleichnamige Unterabteilung in der Klassifikation nach Strunz (9. Auflage)). Eine weitergehende Einordnung in eine bestimmte Mineralgruppe gibt es bisher nicht.

## Chemismus
Reiner Chimingit hat die Endgliedzusammensetzung Ni2+Al2O4. Die empirische Zusammensetzung des Nickel-Aluminium-Spinell aus der Typlokalität wurde noch nicht publiziert.

## Kristallstruktur
Natürlicher Chimingit kristallisiert mit kubischer Symmetrie der Raumgruppe Fd3m (Raumgruppen-Nr. 227) und dem Gitterparameter a = 8,059(5) Å sowie 8 Formeleinheiten pro Elementarzelle mit der Struktur von Spinell.
In diesem inversen Spinell ist die Tetraederposition vorwiegend mit Aluminium (Al3+) besetzt und die Oktaederposition ist gemischt besetzt mit Nickel (Ni2+) und Aluminium.

## Bildung und Fundorte

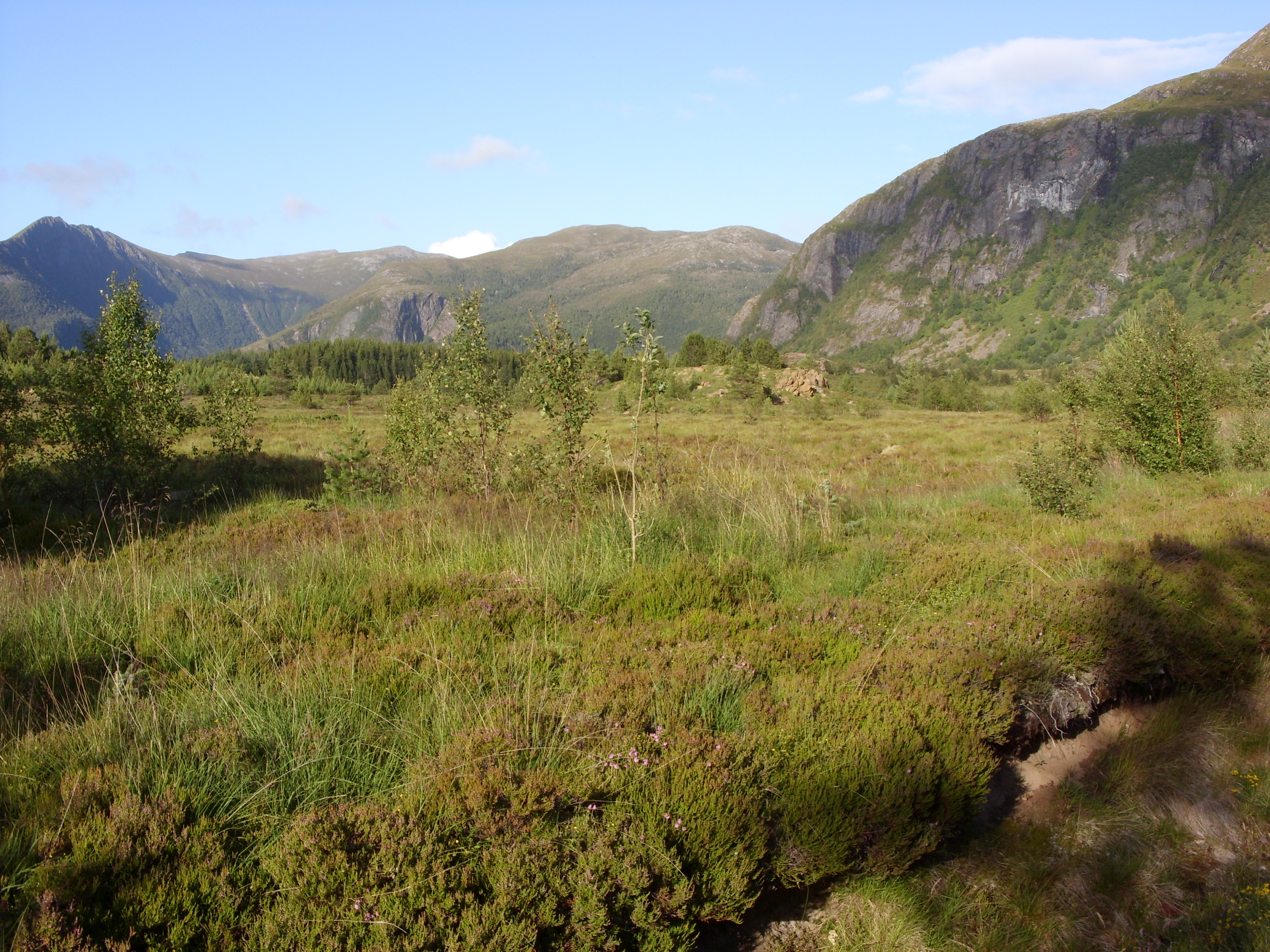
Typische Fjelllandschaft auf Øtrøy

Chimingit ist ein extrem seltenes Mineral und weltweit nur an zwei Fundorten beschrieben worden. Die Typlokalität ist der Ugelvik Peridotit auf der Insel Øtrøy in der Gemeinde Midsund der Provinz Møre og Romsdal, Norwegen. Die Paragenese des Chimingit an diesem Fundort wurde noch nicht publiziert.
Ein weiteres Vorkommen sind Xenolithe in Vulkaniten des Karmel im Norden Israels. Chimingit tritt hier zusammen mit Hibonit (CaAl12O19), Gehlenit (CaAl(SiAl)O7), Anorthit, Kushiroit (CaAlAlO6), Grossit (CaAl4O7), Perowskit (CaTiO3), Korund (Al2O3) und möglicherweise Ca-Lorenzenit auf. In den Kristallzwischenräumen finden sich noch geringe Mengen Larnit (Ca2(SiO4)) und Ca4Al6O13.

## Verwendung
Natürlicher Chihmingit findet wegen seiner Seltenheit keine Anwendung. 
Synthetische nickelhaltige Aluminatspinelle sind einerseits wegen ihrer blauen Farbe als Pigment interessant. Andererseits verfügen nickelhaltige Oxide über katalytische Eigenschaften und spielen eine wichtige Rolle bei der Erzeugung von Synthesegas (H2CO) und Wasserstoff aus Methan (CH4) mittels Dampfreformierung.